# Tiarno di Sopra
Tiarno di Sopra là một đô thị ở tỉnh Trento ở vùng Trentino-Alto Adige/Südtirol của Ý, tọa lạc cách 40 km về phía tây nam của Trento. Tại thời điểm ngày 31 tháng 12 năm 2004, đô thị này có dân số 1.019 người và diện tích là 38,7 km².
Tiarno di Sopra giáp các đô thị: Condino, Bezzecca, Cimego, Tiarno di Sotto, Storo, Molina di Ledro, Tremosine, Bondone và Magasa.